# Championnats d'Europe de char à voile 1971
Navigation
1970 1972
Les 9e championnats d'Europe de char à voile 1971, organisés par le pays hôte sous l'égide de la fédération internationale du char à voile, se sont déroulés au Sankt Peter-Ording dans le Schleswig-Holstein en Allemagne,.

## Podiums
| Épreuve  | Or               | Argent        | Bronze           |
| Classe 1 | Uwe Schröder     | Otto Göttlich | Peter Biner Wulf |
| Classe 2 | Johannes Dekkers | Brian Davies  | Ian Megahy       |
| Classe 3 | Rüdiger Grassy   | Michel Morel  | Martin Spielmann |

| Épreuve | Or              | Argent         | Bronze        |
| Femmes  | Magrit Fuhrmann | Brigitte Lange | Manon Schloms |

## Tableau des médailles par nation
| Rang | Nation      | Or | Argent | Bronze | Total |
| ---- | ----------- | -- | ------ | ------ | ----- |
| 1    | Allemagne   | 2  | 1      | 2      | 5     |
| 2    | Pays-Bas    | 1  | -      | -      | 1     |
| 3    | Royaume-Uni | -  | 1      | 1      | 2     |
| 4    | France      | -  | 1      | -      | 1     |

| Rang | Nation    | Or | Argent | Bronze | Total |
| ---- | --------- | -- | ------ | ------ | ----- |
| 1    | Allemagne | 1  | 1      | 1      | 3     |